# Волшута
Волшута — деревня Грязновского сельского поселения Михайловском районе Рязанской области России.

## Общие сведения

### География
Деревня расположена в лощине при ручье Студинец и реке Кердь. Ручей Студинец является притоком реки Кердь, разливаясь, в деревне образует озеро Волшутово. От районного центра деревня Волшута находится на удалении 30 км. Почва преимущественно чернозёмная, а отчасти суглинистая и супесчаная. Вдоль реки Кердь проходят болота, заросшие ольхой.

### Транспорт
Через деревню проходит Московская железная дорога участка Ожерелье — Павелец. Ближайшая станция Волшута.

### Население
| 1859 | 1897 | 1906 | 2010 |
| ---- | ---- | ---- | ---- |
| 377  | ↗575 | ↗776 | ↘31  |

### Климат
Климат умеренно континентальный, характеризующийся тёплым, но неустойчивым летом, умеренно-суровой и снежной зимой. Ветровой режим формируется под влиянием циркуляционных факторов климата и физико-географических особенностей местности. Атмосферные осадки определяются главным образом циклонической деятельностью и в течение года распределяются неравномерно.
Согласно статистике ближайшего крупного населённого пункта — г. Рязани, средняя температура января −7.0 °C (днём) / −13.7 °C (ночью), июля +24.2 °C (днём) / +13.9 °C (ночью).
Осадков около 553 мм в год, максимум летом.
Вегетационный период около 180 дней.

## История
В архивных книгах конца 18 века записана как Валшута и Валшутка и принадлежала тайной советнице действительной камер-герши княжне Анастасии Ивановне Несвицкой.
На картах начала 19 века, в том числе и картах Наполеоновской армии деревня обозначена как Валшута.
В 1859 году деревня записана как Валшуты, при прудах, население 377 человек, 44 двора.
В списках названий и владельцев имений 1860 года значится как сельцо Валшуты, которым владеют Николай Андреевич Кабрит и Наталья Николаевна Кабрит. На тот момент в деревне 186 крестьян, 3 дворовых, 44 двора.
В 1881 году что деревня уже называется Волшутка: Деревня стоит в лощине при ручье. 
Община крестьян бывших княгини Гагариной. 
В селении есть 15 колодцев с хорошей и постоянной водой, 1 пруд принадлежащей помещице и 3 небольших озера, которые находятся в полевом наделе. 
Местные промыслы исключительно земледельческие.
В 1906 году деревня записана как Волшутка, при речке Кердь, 99 дворов, 776 человек населения. 
В деревне имеется ветряная мельница и мелочная лавка (магазин).
Во времена Великой Отечественной войны деревня значится уже как Валшута, это же название фигурирует в картах генштаба СССР и немецких картах.
Во время Великой Отечественной войны 1941—1945 гг из деревни были призваны порядка 150 мужчин, многие из которых не вернулись с войны, погибли или числятся пропавшими без вести, многие вернулись героями. 
В память всем этим людям в 2017 году местными жителями в деревне был установлен памятный камень участникам Великой Отечественной войны 1941—1945 гг.

### Этимология
- Деревня образована при переселении славянских племён на восток в 11-12 веках, а название якобы принесли с собой древнеславянские племена Велеты (лютичи) и назвали поселение в честь оставленного ими города Волщеха в поморье.
- По словарю Даля «Волшить» означает ворожить, гадать. Может быть в этом селении когда-то давно жили гадатели, ворожеи. Возможно гадание для жителей деревни было своего рода ремеслом. А озеро считалось «святым» и так же «принимало» участие в обряде гадание.
- Возможно, происхождение название следует искать в слове «волоша», что означает «рукав», «пролив» соединяющий 2 речки в близком от устья расстоянии и часто пересыхающим во время морского отлива.
- Волша или олша это ольха, ка это река, то есть заросли ольхи у реки.

### Административная принадлежность
В 20 веке территория деревни несколько раз переходила из Рязанской в Московскую область и назад.
Так 12 июля 1929 года был образован Горловский район, который вошёл в состав Тульского района Московской области. 
В его состав вошли также несколько сельсоветов из состава Скопинского уезда Рязанской области, в частности из Гагаринской волости: Александровский, Волшутский, Жмуровский, Катинский, Красновский, Лужковский, Никольско-Высельский, Нюховецкий, Подобреевский, Покровский, Половневский, Собакинский, Чуриковский, Щеголевский, Катинский.
21 февраля 1935 года из Горловского района в новообразованный Чапаевский район были переданы Александровский, Волшутинский, Жмуровский, Красновский, Лужковский, Никольско-Высельский, Подобреевский, Покровский, Половневский, Собакинский и Чуриковский с/с.
Чапаевский район был образован в 1935 году в составе Московской области с центром в с. Гагарино. 
После разделения в 1937 году Московской области на Тульскую, Рязанскую и Московскую области вошёл в состав Рязанской области, но 20 декабря 1942 район был передан в состав Московской области в прежнем составе (кроме Печерниковского, Собакинского и Фирюлевского с/с). 
Однако 10 июня 1946 года он вновь вошёл в состав Рязанской, центром района в это время стало с. Грязное. 
В июне 1959 года район был упразднён, а его территория была передана в состав Михайловского района.
С 12 июля 1929 года до 26 сентября 1937 года и с 20 декабря 1942 года по 10 июня 1946 года деревня Волшута входила в состав Московской области.